# Georges Rivière (Schauspieler)
Georges Aristide Claude Félix Rivière, auch George Riviere, (* 1. Juli 1924 in Neuilly-sur-Seine; † 25. April 2011 in Cannes) war ein französischer Schauspieler.
Rivière, ein hochgewachsener Franzose, startete seine Filmlaufbahn als Jorge Rivier in Argentinien während der 1950er Jahre; 1958 kehrte er nach Europa zurück und drehte zunächst überwiegend in Frankreich, bis er zu Beginn der Blütezeit der Genrefilme auch in italienischen und deutschen Produktionen zu sehen war.
So war auch sein letzter Film eine italienische Produktion: Piu tardi, Claire, piu tardi (68): Nach diesem Film zog sich Rivière aus dem Filmgeschäft zurück.

## Filmografie (Auswahl)
- 1958: Ein Paß für die Hölle (Visa pour l‘enfer)
- 1958: Ich begehre dich (Asphalte)
- 1960: Herrin der Welt
- 1960: Die Herrin von Atlantis (L’amante della citta sepolta)
- 1960: Die Leiche ist im falschen Koffer (Crimen)
- 1960: Jenseits des Rheins (Le Passage du Rhin)
- 1961: Das Jüngste Gericht findet nicht statt (Il giudizio universale)
- 1961: Die letzte Viertelstunde (Dernier quart d‘heure)
- 1961: Mörderspiel
- 1962: Der junge General (La Fayette)
- 1962: Der längste Tag (The longest day)
- 1962: Die Schlange (L‘accident)
- 1962: Mandrin, der tolle Musketier (Mandrin)
- 1963: Das Schloß des Grauens (Le vergine di Norimberga)
- 1963: Meine Tage mit Pierre – meine Nächte mit Jacqueline (La vie conjugale)
- 1964: Danza macabra
- 1964: Minnesota Clay
- 1964: Die Sadisten (Les chiens de la nuit)
- 1965: Agent 3S3 kennt kein Erbarmen (Agente 3S3 – Passaporto per l‘inferno)